# Bahnstrecke Houghton–Porters Siding
| Gesellschaft: | zuletzt P&RF         |                           |                           |
| Streckenlänge: | 7 km                 |                           |                           |
| Spurweite: | 1435 mm (Normalspur) |                           |                           |
| |                      |                           |                           |
| Gleise: | 1                    |                           |                           |
| \| \| \| \| \| \| \| \| von Rumford Junction \| \| \| \| 0 \| Houghton ME \| Houghton ME \| \| \| \| nach Kennebago \| \| \| \| 4 \| Thurstons Siding ME \| Thurstons Siding ME \| \| \| 7 \| Porters Siding ME \| Porters Siding ME \| \| \| \| Houghton Logging Railroad \| \| |                      |                           |                           |
| |                      |                           |                           |
| Strecke (außer Betrieb) |                      | von Rumford Junction      | von Rumford Junction      |
| Bahnhof (Strecke außer Betrieb) | 0                    | Houghton ME               | Houghton ME               |
| Abzweig geradeaus und nach links (Strecke außer Betrieb) |                      | nach Kennebago            | nach Kennebago            |
| Bahnhof (Strecke außer Betrieb) | 4                    | Thurstons Siding ME       | Thurstons Siding ME       |
| Bahnhof (Strecke außer Betrieb) | 7                    | Porters Siding ME         | Porters Siding ME         |
| Strecke (außer Betrieb) |                      | Houghton Logging Railroad | Houghton Logging Railroad |

Die Bahnstrecke Houghton–Porters Siding ist eine Eisenbahnstrecke in Oxford County, Maine (Vereinigte Staaten). Die normalspurige Strecke ist sieben Kilometer lang und seit 1905 stillgelegt.
Nachdem die Strecke der Rumford Falls and Rangeley Lakes Railroad 1896 Houghton erreichte, bauten verschiedene Holzfällergesellschaften Waldbahnen an diese Strecke, um Holz und Arbeiter zu transportieren. Auch nördlich von Houghton gab es mehrere Holzfällercamps. Die Bahngesellschaft nahm daher im Dezember 1896 einen Abzweig von Houghton nach Porters Siding in Betrieb, der entlang des Swift River von Houghton aus nordostwärts führte. Die Strecke hatte eine Zwischenstation und war als öffentliche Eisenbahn deklariert. Trotzdem diente sie ausschließlich dem Transport von Holz und Waldarbeitern. Planmäßigen Personenverkehr gab es nicht. In Porters Siding entstand eine Holzfällersiedlung Township E, die jedoch später wieder aufgegeben wurde. Die gleichzeitig eröffnete Houghton Logging Railroad schloss sich hier an die Bahnstrecke an.
Ab 1899 führte die Portland and Rumford Falls Railway den Betrieb, nachdem sie die Rumford Falls&Rangeley Lakes sowie deren Bahnstrecken gepachtet hatte. 1905 endete die Waldrodung in diesem Gebiet und die Waldbahn sowie die Zweigstrecke nach Porters Siding wurden stillgelegt und abgebaut.